# 5-هيدروكسي التريبتوفان
أوكسيتريبتان (بالإنجليزية: 5-Hydroxytryptophan)‏ هو دواء يُستعمل في علاج:
- اضطراب اكتئابي (منذ 16 يناير 2011)[9]